# Jonathan Sirois
Jonathan Sirois, né le 27 juin 2001 à LaSalle au Canada, est un joueur canadien de soccer. Il joue au poste de gardien de but au CF Montréal en MLS.

## Biographie

### En club
Né à LaSalle, l'un des arrondissements de Montréal, principale ville du Québec au Canada, Jonathan Sirois joue pour le CS St-Hubert (en) avant de rejoindre en 2015 l'académie du CF Montréal.
Le 6 mars 2020, Sirois signe son premier contrat professionnel avec le CF Montréal, devenant le 18e joueur de l'académie à signer en tant que Homegrown Player avec le club.
Le 22 juillet 2020, Sirois rejoint les Whitecaps de Vancouver pour un contrat de courte durée.
Le 6 avril 2021, Jonathan Sirois est cette fois-ci prêté au Valour FC pour une saison. 
Le 27 juin 2021, jour de ses 20 ans, il joue son premier match pour le Valour FC face au Forge FC, lors de la première journée de la saison 2021 de Première ligue canadienne. Son équipe s'impose par deux buts à zéro,. Il se distingue lors de ses six premiers matchs pour le club en n'encaissant aucun but. Pour sa première saison il effectue 94 arrêts et parvient à garder ses cages inviolées à 9 reprises. Ses prestations lui valent d'être nommé gardien de but de l'année de la Première ligue canadienne en 2021.
Le 11 mars 2022, Sirois voit son prêt au Valour FC être prolongé pour une saison supplémentaire.
Il fait ensuite son retour dans son club formateur. Le 26 février 2023, Jonathan Sirois fait sa première apparition avec l'équipe première du CF Montréal lors de la première journée de la saison 2023 de MLS contre l'Inter Miami. Il entre en jeu à la place de James Pantemis, sorti sur blessure et son équipe est battue par deux buts à zéro.

### En sélection
En mars 2024, Jonathan Sirois est convoqué avec l'équipe nationale du Canada pour les barrages de qualification de la Copa América 2024.